# Ptychella ochracea
Ptychella ochracea — вид грибів, що належить до монотипового роду  Ptychella.